# Кобринский, Иосафат Николаевич
Кобринский Иосафат Николаевич (28 сентября 1818, Коломыя — 28 марта 1901, Мышин, Коломыйский район, Ивано-Франковская область), украинский греко-католический священник, культурно-общественный и церковный деятель, публицист, меценат.

## Биография
Родился в учительской семье. Окончил с отличием Львовскую гимназию.
В 1844 году окончил богословский факультет Львовского университета и посвящён в священники. Со временем его перевели в генеральную семинарию (Вена).
Пастырскую деятельность начинал в селе Москалёвке, слившимся со временем с городом Косовым, а затем переселился в Мышин под Коломыей, где служил в приходе целых полстолетия до смерти.

### Подвижничество отца Иосафата
Является автором «Букваря» (1842 года), в котором впервые в Галичине использовал «гражданский» шрифт, и первого в Гиличине агрономического пособия для селян, написанного на украинском языке «Гній — душа в господарстві» (1848 год). 1848—1849 г.г. — активный член Русского Совета в Коломые и там же один из организаторов украинского любительского театра и читальни, участник Собора русских ученых во Львове в 1848 году.
Был в округе единственным священником, который делал записи в церковных книгах только на украинском языке, хотя его за это преследовали.
Издал своими средствами «Букварь», подготовил сельскохозяйственное руководство, чтобы поднять доходность сельского труда. Его прихожане отказались от алкоголя, начали использовать передовые технологии в полеводстве, садоводстве, пчеловодстве, разведении коз и овец.
Последние годы жизни о. Кобринский посвятил всецело строительству в Коломые Народного дома с театральным залом, библиотекой, музеем и промышленной школой для убогих детей. Еще в 1880 году на деньги, вырученные от этнографической выставки, инициаторы небывалого начинания в лучшей части города выкупили площадку под строительство и начали собирать на задуманное строительство деньги.
По инициативе священника энтузиасты ходили от села к селу, собирая пожертвования на строительство. Над о. Кобринским посмеивались — никто не верил, в осуществимость идеи. Но, в итоге, люди собственными телегами привозили в Коломыю камни и лес, отдавали последние сбережения и сами неделями работали на строительстве.

### Память
- Именем Иосафата Кобринского названы улицы в городах Галичины: Коломые, Ивано-Франковске, Львове, и в других населенных пунктах.
- В 1902 году открыт и назван в честь о. Иосафата Кобринского Народный дом в Коломые.
- В 1926 году в Коломые открыт Музей народного искусства Покутья и Гуцульщины имени И. Кобринского (с 2009 года — Национальный музей народного искусства Гуцульщины и Покутья имени И. Кобринского). Статус национального присвоен указом Президента Украины 20 октября 2009 года N 837/2009  Архивная копия от 10 января 2017 на Wayback Machine.